# Bastian Sieler

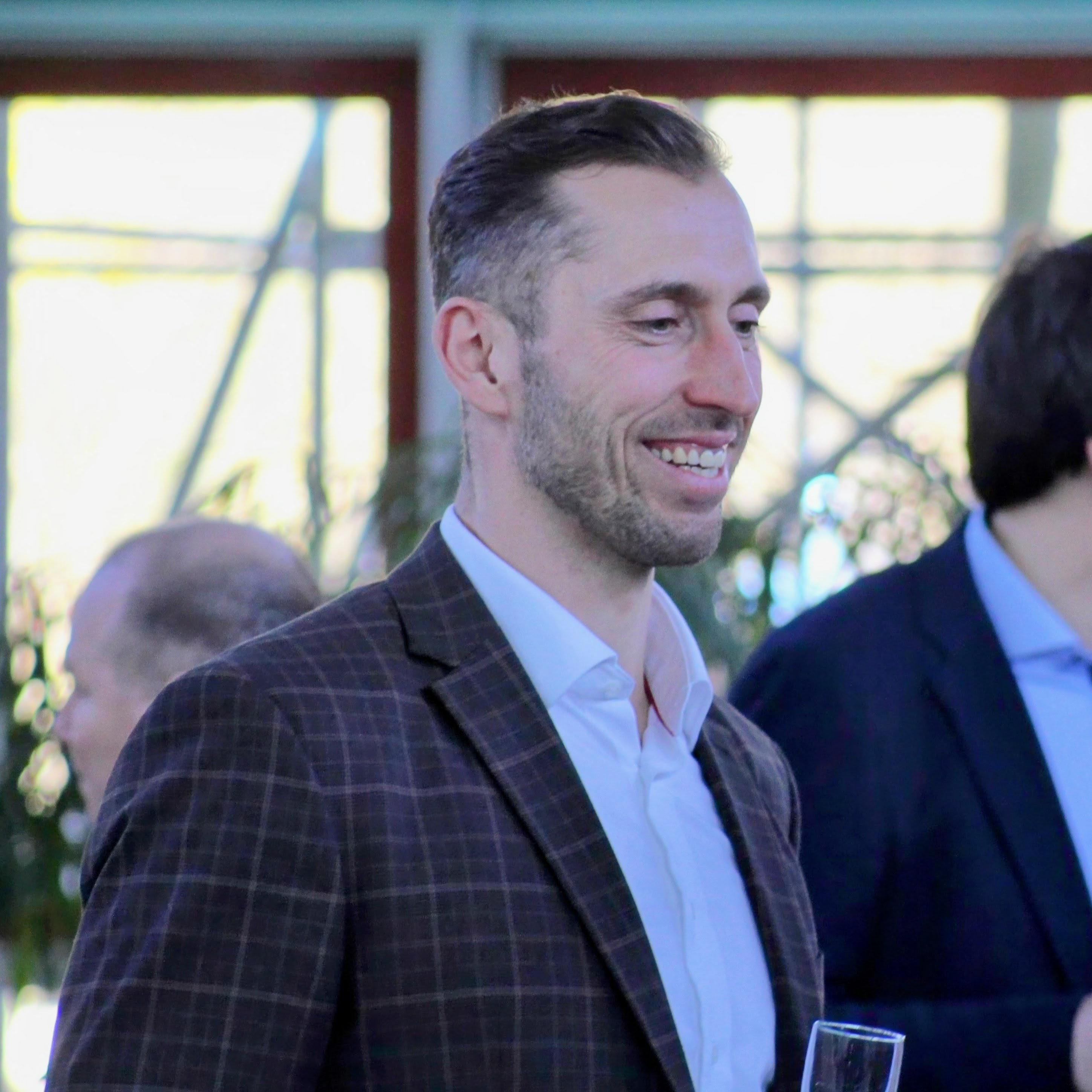
Bastian Sieler 2025

Bastian Sieler (* 13. Oktober 1987 in Stendal) ist ein deutscher Kommunalpolitiker (parteilos) und seit 1. August 2022 der Oberbürgermeister der Hansestadt Stendal.

## Leben
Sieler wurde am 13. Oktober 1987 in Stendal geboren. Nach seinem Abitur im Jahr 2007 absolvierte er den Grundwehrdienst in Celle und Faßberg. Nach dem Grundwehrdienst absolvierte er bis 2013 ein Studium der öffentlichen Verwaltung an der Hochschule Harz in Halberstadt.
Nach dem Studium arbeitete Sieler in der Kämmerei der Stadt Bismark (Altmark). Ab 2014 war er in der Kommunalaufsichtsbehörde des Landkreises Stendal tätig. Von 2016 bis 2018 absolvierte Sieler nebenberuflich den Masterstudiengang Public Administration an der Hochschule für Wirtschaft und Recht. Seit 2020 war er auch Kreiswahlleiter des Landkreises.
Darüber hinaus ist Sieler ehrenamtlich tätig. Er war von 2016 bis 2022 Mitglied des Katastrophenschutzstabes des Landkreises Stendal und von 2019 bis 2023 Hilfsschöffe am Landgericht Stendal. Er ist in mehreren städtischen Sportvereinen und Stiftungen aktiv.

## Politik
Sieler kandidierte für das Oberbürgermeisteramt der Hansestadt Stendal und konnte sich bei der Stichwahl am 24. April 2022 mit 55 Prozent der Stimmen gegen Thomas Weise (CDU) durchsetzen. Unterstützt wurde er hierbei von der SPD. Sieler ist somit Nachfolger des langjährigen Oberbürgermeisters Klaus Schmotz (CDU).
Im September 2022 wählte der Aufsichtsrat der Stendaler Wohnungsbaugesellschaft Bastian Sieler zu seinem neuen Vorsitzenden. Des Weiteren ist Sieler Aufsichtsratsvorsitzender bei den Stendaler Stadtwerken. Er ist zudem Mitglied der Kuratorien der Hans-und-Eugena-Jütting-Stiftung, der Schönebeck’schen Stiftung sowie der Winckelmann-Gesellschaft. Außerdem ist Sieler stellvertretender Vorsitzender des Hochschulförderkreises (eingetragener Verein).